# Журавець пурпуровий
{{#ifeq:0|0|{{#if:|{{#if:Geraniumpurpureum|[[]}}|}}}}
Журавець пурпуровий або герань пурпурова (Geranium purpureum Vill.) — вид рослин родини геранієві (Geraniaceae).

## Опис
Однорічна трав'яниста сильно ароматна рослина. Стебла до 85 см, прямі, висхідні, часто з відтінком фіолетового, волохаті. Має сильні й волосаті гілки. Пелюстки (5,5)7–9(10) мм, обернено-яйцеподібні, рожево-фіолетові. Період цвітіння з квітня по червень.

## Поширення
Північна Африка: Алжир; Лівія; Марокко; Туніс. Західна Азія: Кіпр; Туреччина. Кавказ: Грузія. Європа: Ірландія; Об'єднане Королівство; Швейцарія; Україна — Крим; Албанія; Болгарія; Хорватія; Греція [вкл. Крит]; Італія [вкл. Сардинія, Сицилія]; Румунія; Сербія; Словенія; Франція [вкл. Корсика]; Португалія [вкл. Азорські острови, Мадейра]; Гібралтар; Іспанія [вкл. Балеарські острови, Канарські острови]. Віддає перевагу сонячним сухим місцям.

## Галерея

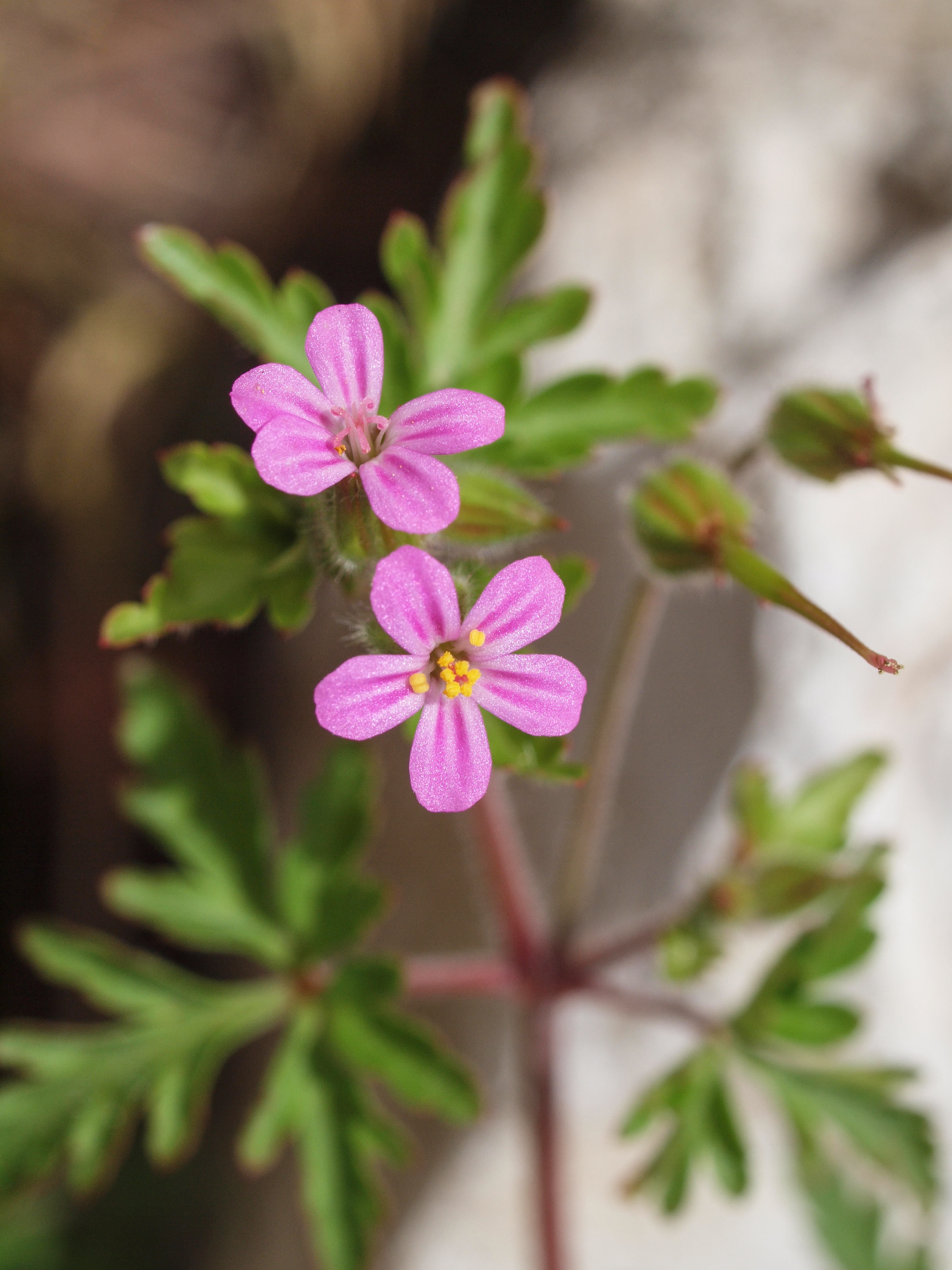
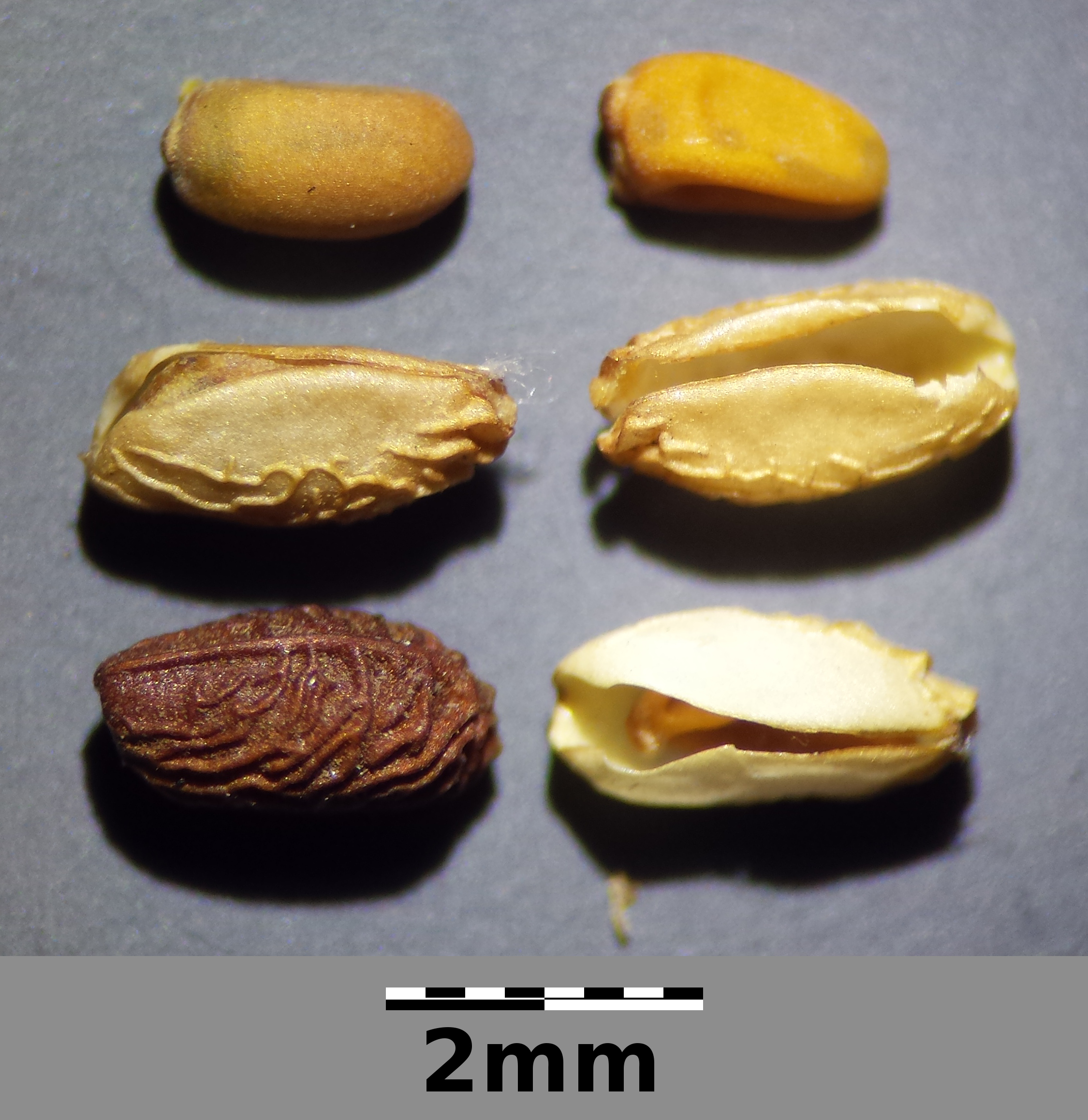